# USS Doris Miller (CVN-81)
L’USS Doris Miller (CVN-81) est un projet de porte-avions américain de classe Gerald R. Ford, le quatrième de sa classe. Sa mise en service est prévue pour 2030.

## Nom

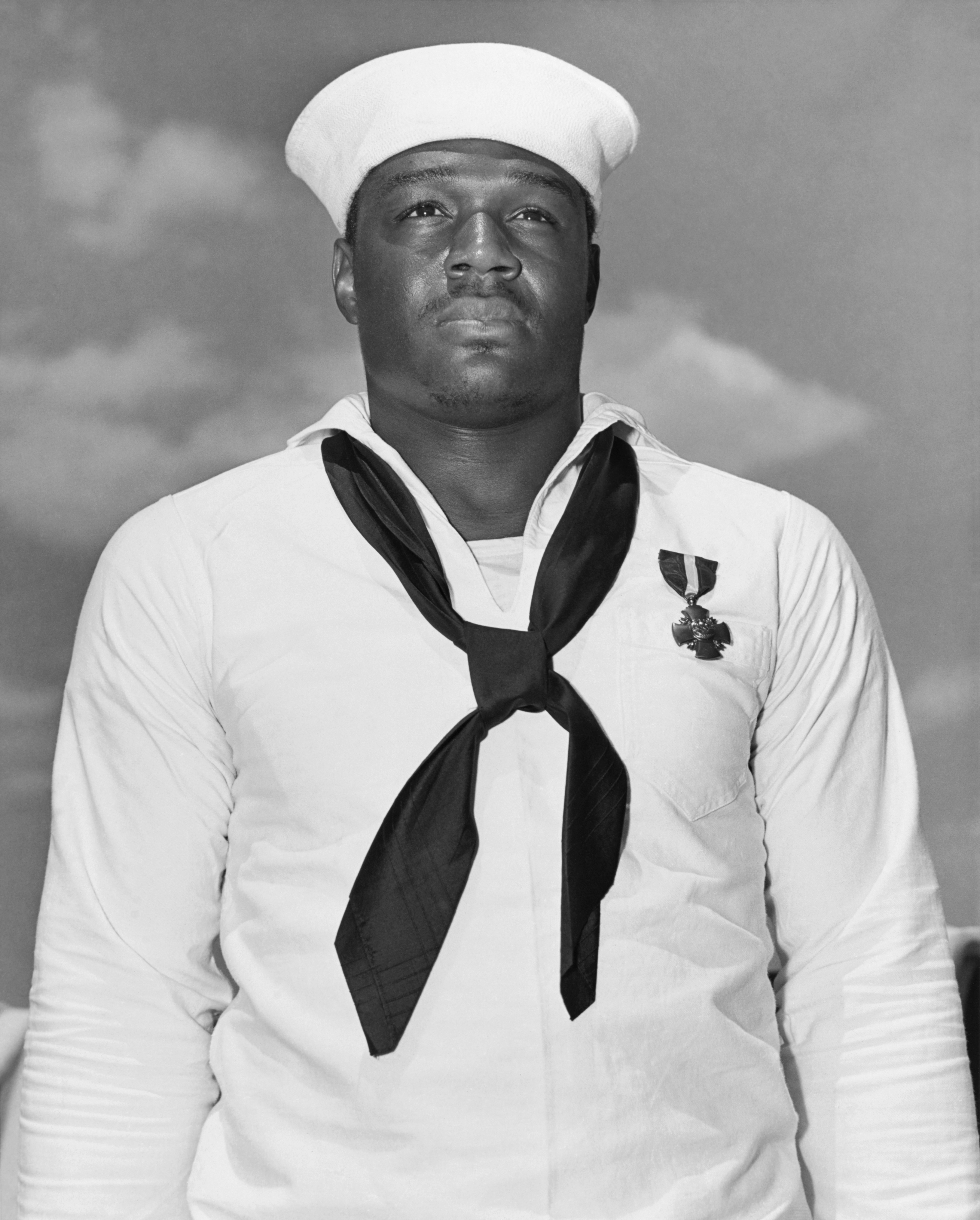
Doris Miller.

Le navire rend hommage au marin et cuisinier Doris Miller qui a reçu la Navy Cross pour ses actions lors de l'attaque de Pearl Harbor,. Ce sera le deuxième navire nommé en son honneur, le premier étant le destroyer d'escorte  USS Miller (FF-1091).

## Construction
Le CVN-81 est construit par Huntington Ingalls Industries au Newport News Shipbuilding, le chantier naval Northrop Grumman de Newport News, en Virginie. La cérémonie de découpe de la première tôle a eu lieu le 25 août 2021.
Le navire est actuellement prévu pour remplacer l'USS Carl Vinson (CVN-70).